# Suleje
Suleje – wieś w Polsce położona w województwie lubelskim, w powiecie łukowskim, w gminie Łuków. Leży nad rzeką Krzna Północna.
Wieś szlachecka położona była w drugiej połowie XVI wieku w ziemi łukowskiej województwa lubelskiego. W latach 1975–1998 miejscowość administracyjnie należała do województwa siedleckiego.
Wieś stanowi sołectwo gminy Łuków.
Według danych ze spisu powszechnego 2011 miejscowość statystyczna Suleje obejmująca Suleje i Zabrodzie liczyła 790 osób.
Na południe od rzeki Krzna Północna, i na zachód od wsi Karwacz położona jest osada Suleje-Kolonia.
Wierni Kościoła rzymskokatolickiego należą do parafii Najświętszej Maryi Panny Matki Kościoła w Łukowie.

## Historia
Suleje, w XVI wieku „Szuleye Borzimy” i „Sulejowie”, wieś w powiecie łukowskim, gminie Celiny, parafii Łuków. Około roku 1890 wieś liczyła 284 mieszkańców na gruncie 812 mórg. Według registru poborowego powiatu łukowskiego z 1531 we wsi Suleje Borzyny, w parafii Łuków, był 1 łan, 1 młyn, Jan Borzym posiadał ¾ łana. W 1552 Suliejowie płacili pobór od 1 łana i 1 koła młyńskiego. W roku 1580 Stanisław Sulej Jakubowicz od siebie i od sąsiadów swych płaci od 5 włók, które sami orzą, florenów 2 groszy 15 (Pawiński, Kodeks Małopolski 382, 392, 412). (opis daje Bronisław Chlebowski SgKP)